# Mehmet Talat Paixà
 Mehmet Talat Paşa  (Kırcaali, Edirne, Turquia, 1 de setembre de 1874 - Berlín, 15 de març de 1921) va ser un membre del moviment dels Joves Turcs, estadista, gran visir (1917) i un dels principals dirigents de l'Imperi Otomà entre 1913 i 1918.
Mehmet Talat era fill d'un destacat militar de l'Imperi Otomà. Gràcies a la seva posició social, va rebre una acurada educació. Es va graduar a l'institut d'Edirne, i va començar a treballar en la companyia de telègrafs de la ciutat, però va ser arrestat el 1893 per activitats subversives, ja que estava implicat en el moviment de resistència contra el règim despòtic del soldà Abdul Hamid II. Alliberat dos anys més tard, fou nomenat secretari en cap de correus i telègrafs a Salònica, des d'on va prestar importants serveis a la causa dels Joves Turcs. Entre 1898 i 1908 va ocupar diferents càrrecs en l'Oficina de Correus de Salònica.
Va ser acomiadat el 1908 per ser membre del Comitè d'Unió i Progrés, nucli del moviment dels Joves Turcs. Després de la revolució de 1908, però, va arribar a ser diputat per Edirne al Parlament Otomà, i el juliol de 1909 va ser nomenat ministre d'interior. Va ser també ministre de correus i secretari general del CUP, el 1912.
Després de l'assassinat del primer ministre Mahmud Şevket Paşa, el juliol de 1913, Talat Paşa va tornar a ser ministre d'interior en el gabinet de Said Halim Pasha.
Abans de l'esclat de la Primera Guerra Mundial, Talat era partidari de les potències aliades. El 1914, però, sota la influència d'Enver Pasha, ministre de la guerra, l'Imperi Otomà va entrar en el conflicte com a aliat de l'Imperi Alemany. Com a ministre d'interior, Talat va ser el principal responsable de la deportació i massacre (mitjançant les caravanes de la mort) dels armenis de les províncies orientals de l'Imperi, on podien col·laborar amb Rússia, cap a Síria i Mesopotàmia; alguns historiadors consideren que la deportació formava part d'una estratègia d'extermini massiu de la població armènia de l'Imperi Otomà. Existeix controvèrsia sobre una sèrie de telegrames dirigits per Talat al governador d'Alep amb ordres inequívoques d'acabar amb els armenis.
El 1917, Talat va esdevenir gran visir, però, després de patir derrotes a la Campanya del Caucas amb el 3r Exèrcit otomà va dimitir el 14 d'octubre de 1918, poc abans de la capitulació otomana davant els aliats i de l'armistici de Mudros. Al novembre, es va exiliar a Berlín, juntament amb Enver Paşa i Cemal Paşa. Va ser assassinat durant l'Operació Nèmesi el març de 1921 per un armeni anomenat Soghomon Tehlirian, que el considerava responsable d'haver ordenat la massacre del seu poble. Tres dies abans de morir havia tingut una trobada amb el diplomàtic britànic Aubrey Herbert.
Va ser sepultat al cementiri turc de Berlín. El 1943, les seves restes van ser traslladades a Istanbul, i inhumades de nou a Şişli. Les seves memòries sobre la guerra es van publicar després de la seva mort.